# Kvinnobulletinen
Kvinnobulletinen var en tidskrift som gavs ut av den feministiska organisationen Grupp 8 1971–1996.
Kvinnobulletinens kom till som språkrör för Grupp 8 på initiativ av Gunilla Thorgren, som också var ansvarig utgivare 1973–1975. Det första numret gavs ut årsskiftet 1970–1971 och trycktes i 5000 exemplar. Några år senare var upplagan uppe i 15000 exemplar. De första åren gjordes Kvinnobulletinen av Grupp 8:s olika lokalgrupper i Stockholm. Senare skrevs den av en fast redaktion. Det första numret 1977 beskrivs som ett typiskt nummer av Ebba Witt-Brattström. Numret innehöll artiklar om modersmyten, prostitution, facklig verksamhet, arbetsmarknaden, kvinnohistoria, heterosexuallitet, lesbianism samt recensioner av kvinnolitteratur.

## Ansvariga utgivare[5]
- Ulla Torpe (1971)
- Birgit Lundin (1972–1973:2)
- Gunilla Thorgren (1973:3/4–1975:2)
- Maria Wikland (1975:3–1976:1)
- Ebba Witt-Brattström (1976:2/3–1978:2)
- Gull Törnegren (1978:3–1979:2)
- Inga-Lisa Sangregorio (1979:3–1980:2)
- Gunilla Molloy (1980:3/4–1981:1)
- Helene Egnell (1981:3/4–1982:1)
- Stina Hammarström (1982:2/3–1984:1)
- Solveig Andersson (1984:2/3–1987:1/2)
- Barbro Ström (1987:3/4–1989:2)
- Si Felicetti (1989:3–1995:2)
- Barbro Lindmark (1995:3–1996)

## Utgivna nummer
1971–1972 utgavs två nummer per år. 1973–1979 utgavs fyra nummer per år. 1980–1996 ökade upplagan till sex nummer per år.